# Ölands djur- och nöjespark
Ölands djur- och nöjespark är en djurpark, nöjespark och ett vattenland Algutsrums socken vid Färjestaden, nära Ölandsbron på Öland. Djurparken grundades 1974 av Boris Bravin.
Kort efter invigningen av Ölandsbron i september 1972 köpte Boris Bravin en nedlagd bondgård i Möllstorp norr om Färjestaden. Till fastigheten som omfattade 30.000 m² Ölands största ekskog.
År 2000 överflyttades ägandet till Barbro Hägg och hennes son Richard Berglund, under deras företag Nöjesfältet Caravellen AB.

## Djur i djurparken
| Aguti                 | Dödskalleapa           | Halsbandsaraçari | Mantelbabian             | Schimpans                   |
| Vittofskakadua        |                        | Hjälmpärlhöna    |                          | Smaragdparakit              |
| Albino tigerpyton     | flamingo               | Indisk kobra     | Gråhuvad dvärgpapegoja   | Mindre soldatara            |
|                       | Gibbonapa              |                  | Mösskapucin              | Gultofskakadua              |
|                       |                        | Japansk makak    | Nandayparakit            |                             |
|                       |                        | Kamel            | Nilkrokodil              | Struts                      |
| Orangekindad papegoja | Goeldis marmosett      | Kanariesiska     | Nymfkakadua              | Stäppvaran                  |
| Bergparakit           | Tanimbarkakadua        | Lavendelparakit  | Näsbjörn                 | Surikat                     |
| Berguv                | Grekisk landsköldpadda | Kopparhuvud      | Piraya                   | Svarthuvad dvärgpapegoja    |
| Vitkindad rosella     | Gråjako                | Kragbjörn        | Präriehund               | Tapir                       |
| Blågul ara            | Grön leguan            | Krontrana        | Prärieskallerorm         | Tiger                       |
| Blåmaskad tukan       | Grön markatta          | Kungsboa         | Puffader                 | Tornuggla                   |
| Blåpannad amazon      | Guineaduva             | Kycklingsnok     | Påfågel                  | Undulat                     |
| Bomullshuvudtamarin   | Mindre gultofskakadua  | Känguru          | Ringsvanslemur           | Vattenmockasin              |
| Gulstrupig tukan      | Guldteju               | Lama             | Rosenhuvad dvärgpapegoja | Vit ibis                    |
| Capybara              | Gulhuvad amazon        | Lappuggla        | Rutpyton                 | Vithuvad kakadua            |
| Dingo                 | Gulkindad amazon       |                  | Rödnäbbad blåskata       | Zebra                       |
| Dvärgmarmosett        | Tjatterlori            | Röd ara          | Rödörad vattensköldpadda | Åsna                        |
| Dvärgskallerorm       | Halmaheraädelpapegoja  |                  | Sadeltamarin             | Östlig Colobusapa (Guereza) |
|                       |                        |                  |                          |                             |

## Kritik
Kritik riktades mot parken år 2012 eftersom de ansågs ha en dålig arbetsmiljö och diskriminera utländska arbetare. Diskrimineringsombudsmannen lade dock ner diskrimineringsärendet eftersom preskriptionstiden löpt ut. 
Under 2012 riktades även kritik mot hur djuren på djurparken mådde och togs om hand. Åklagarmyndigheten valde dock att lägga ner förundersökningen eftersom utredningen inte visat att något djurplågeri ägt rum.
I samband med att en djurskötare på Ölands djurpark, efter stängning den 28 augusti 2022, skulle ta in parkens elander, blev han av okänd anledning stångad till döds.  